# Avastrovirus
Famille
Avastrovirus est un genre de virus de la famille des Astroviridae. 

## Référence biologique
- (en) ICTV : Avastrovirus  (consulté le 5 février 2021)